# Alanna Masterson
Alanna Masterson   (Long Island, 27 de juny de 1988) és una actriu estatunidenca, coneguda pel seu paper de Tara Chambler a la sèrie de televisió AMC The Walking Dead.

## Primers anys de vida
Masterson va néixer a la ciutat de Nova York, de Carol Masterson i Joe Reaiche, exfutbolista de la lliga de rugbi professional libanès-australià dels Sydney Roosters i dels South Sydney Rabbitohs. És la germana menor del seu germà, Jordan Masterson, i dos germanastres, Danny Masterson i Christopher Masterson. Després d'un temps a Long Island, la família es va traslladar posteriorment a Los Angeles. Va créixer i va estar influenciada pels seus germans grans que van participar en programes de televisió populars a finals dels anys noranta i principis dels anys 2000. La passió de Masterson per la interpretació venia de passar molt de temps al plató amb els seus germans i veure el procés de rodatge.

## Carrera
Masterson ha interpretat a Tara Chambler a la sèrie de televisió AMC The Walking Dead, a partir de la quarta temporada del programa. Masterson va ascendir a una sèrie regular per a la cinquena temporada i es va afegir als crèdits principals a la setena temporada. A més, va tenir un paper recurrent en la quarta temporada de la sèrie ABC Mistresses.

## Vida personal
El 4 de novembre de 2015, Masterson i l'ex nuvi Brick Stowell van tenir una filla, Marlowe.
Masterson i els seus germans són científics i estan allunyats del seu pare, a causa de la pràctica de la cienciologia de declarar els crítics com a persones supressores.

## Filmografia

### Cinema
| Any  | Títol             | Paper                | Notes |
| ---- | ----------------- | -------------------- | ----- |
| 2011 | Peach Plum Pear   | Dora Bell Hutchinson |       |
| 2018 | Irreplaceable You | Alanna Meadows       |       |

### Televisió
| Any       | Títol                                   | Paper              | Notes         |
| --------- | --------------------------------------- | ------------------ | ------------- |
| 2001      | Definitely Maybe                        |                    | episodi: 1x01 |
| 2006      | Malcolm in the Middle                   | Heidi              | episodi: 7x10 |
| 2008      | Greek                                   | Alanna             | episodi: 1x22 |
| 2009      | Terminator: The Sarah Connor Chronicles | Zoe McCarthy       | episodi: 2x15 |
| 2009      | Grey's Anatomy                          | Hillary Boyd       | episodi: 6x08 |
| 2010      | First Day                               | Abby               | 7 episodis    |
| 2012      | Park it Up                              | Brenda             | 1 episodi     |
| 2013–2019 | The Walking Dead                        | Tara Chambler      | 56 episodis   |
| 2014      | Men at Work                             | Mopey Hipster Girl | 3x07          |
| 2016      | Mistresses                              | Lydia              | 8 episodis    |
| 2022      | Leverage: Redemption                    | Kira Simone        | episodi: 2x08 |